# モンテレー (空母)
モンテレー (USS Monterey, CVL-26) は、アメリカ海軍の航空母艦。インディペンデンス級軽空母の5番艦。艦名は米墨戦争におけるモンテレーの戦いに因む。その名を持つ艦としては3隻目にあたる。

## 艦歴
「モンテレー」はニュージャージー州カムデンのニューヨーク造船所で1941年12月29日にクリーブランド級軽巡洋艦「デイトン (USS Dayton, CL-78) 」として起工する。1942年3月27日に CV-26に艦種変更、3月31日に「モンテレー」へ艦名を変更した。1943年2月28日、P. N. L. ベリンガー夫人によって命名、進水した。1943年6月17日、レスター・T・ハント艦長の指揮下で就役した。1943年7月15日に CVL-26 に再び艦種変更され、整調航海の後に太平洋西部に向けてフィラデルフィアを出港した。

### 1943年 - 1945年
11月19日、「モンテレー」はギルバート諸島の戦場に到着し、マキン島への攻撃支援を行った。続いて正規空母「バンカー・ヒル (USS Bunker Hill, CV-17) 」とコンビを組み、ビスマルク諸島に向かう。第37.2任務群の一部として12月25日よりニューアイルランド島のカビエン攻撃に参加、同島への戊号輸送を実施していた日本海軍艦艇を攻撃し、軽巡「能代」や駆逐艦2隻（皐月、文月）などに損害を与えた。1944年2月8日までクェゼリン環礁とエニウェトク環礁への上陸支援を行う。その後、2月から7月まで第58任務部隊（マーク・ミッチャー少将）と共にカロリン諸島、マリアナ諸島、北ニューギニアおよび小笠原諸島への攻撃を行った。この間に4月29日、30日にトラック諸島とサタワン環礁攻撃を行い、6月19日と20日にはマリアナ沖海戦に参加している。
その後「モンテレー」はオーバーホールのため真珠湾へ入港し、オーバーホールが終わると重巡洋艦「ペンサコーラ (USS Pensacola, CA-24) 」「ソルトレイクシティ (USS Salt Lake City, CA-25) 」などとともに第12.5任務群（アレン・E・スミス少将）を構成して8月29日に出港。9月3日にウェーク島に対する攻撃を行い、続いて第38任務部隊（マーク・ミッチャー中将）に合流して南フィリピンおよび沖縄への攻撃に参加した。1944年10月から12月まではフィリピン海域で過ごし、10月23日から25日にかけてのレイテ沖海戦では第38.1任務群（ジョン・S・マケイン・シニア中将）に属して戦い、レイテ島の戦いやミンドロ島上陸を支援した。
しかし、その最中の12月18日、「モンテレー」はコブラ台風に遭遇した。暴風は風速100ノットにも達し、2日間の嵐でいくつかの艦載機は固定用ケーブルによって機体が引き裂かれ、格納庫では火災が数件発生した。激浪により船体の動揺も甚だしく、8時38分には傾斜が34度に達し、飛行甲板上の戦闘機が海中に落下した。続いて9時10分には格納庫内で、係止索が切れたことで動き出した航空機が別の航空機に衝突して爆発が起き、火災が発生した。機械室に消火作業による水が流入し煙も充満したため機械を停止させざるを得なくなり、9時24分に航行を停止した。このあと再び爆発が発生し、また甲板上でもさらに航空機が落下してその際に20ミリ機銃などに被害が生じた。任務群から脱落した「モンテレー」は9時50分には支援部隊に追いつかれていた。「モンテレー」の支援・護衛のため、重巡「ニューオーリンズ (USS New Orleans, CA-32) 」および駆逐艦「トワイニング(USS Twining, DD-540) 」「マッコード(USS McCord, DD-534) 」が派遣された。「モンテレー」は「ニューオーリンズ」と共にウルシー環礁に回航されるはずだったが、このプランは第3艦隊司令長官ウィリアム・ハルゼー大将によってすぐに取り消された。火災は10時25分に鎮火した。格納庫内の残骸は過熱されていたため固定することができず、艦を動かすことでによりそれらが動き回って再び火災が起きる危険を避けるため艦長は機関を停止した状態で台風を乗り切った。この台風の間、「モンテレー」に配属されていた後の大統領ジェラルド・R・フォードは艦外に吹き飛ばされる寸前であった。人的被害は死者3名、重軽傷者40名であった。「モンテレー」はオーバーホールのため本国に回航され、1945年1月にワシントン州ブレマートンに到着する。
「モンテレー」はオーバーホール後第58任務部隊に再合流し、沖縄攻略支援のため5月9日から6月1日まで南西諸島及び九州に対する攻撃を行った。続いて第38任務部隊に合流し、「モンテレー」の艦載機は7月1日から8月15日まで本州と北海道に対する最終攻撃を行っている。「モンテレー」はジェラルド・F・ボーガン少将の第38.3任務群に属し、7月14日には青函連絡船を攻撃してそのうちの1隻を撃沈。7月24日の呉軍港空襲にも参加した。

### 大戦後～朝鮮戦争
戦争が終わると「モンテレー」は東京で復員兵を乗せて9月7日に日本海域を離れ、10月17日にニューヨークへ到着する。「モンテレー」の輝かしい戦績は、艦載機による5隻の敵艦撃沈、数千トンにも及ぶ多くの艦艇の破壊、数百機の敵機の破壊と工業設備破壊であった。「モンテレー」は復員任務（マジック・カーペット作戦）に従事し、ナポリとノーフォークの間を数回往復した。1947年2月11日に予備役となり、大西洋予備役艦隊入りしフィラデルフィアで保管された。
朝鮮戦争が発生すると「モンテレー」は1950年9月15日に再就役する。1951年1月3日にノーフォークを出港し、フロリダ州ペンサコーラで続く4年間にわたって何千もの海軍航空士官候補生、学生パイロットおよびヘリコプター訓練生を訓練した。1954年10月1日から11日の間に、ホンジュラスで洪水救助任務に参加した。1955年6月9日に再び予備役艦隊に戻るためペンサコラを出港、1956年1月16日に退役した。その後、1959年5月15日に航空機輸送艦 (AVT-2) へ艦種変更されたものの、1971年5月にスクラップとして売却されるまでフィラデルフィアに停泊した。
「モンテレー」は第二次世界大戦での戦功により11の従軍星章を受章した。